# Austrochloritis
Austrochloritis é um género de gastrópode  da família Camaenidae.
Este género contém as seguintes espécies:
- Austrochloritis ascensa
- Austrochloritis pusilla